# Execução dos 13 Mártires

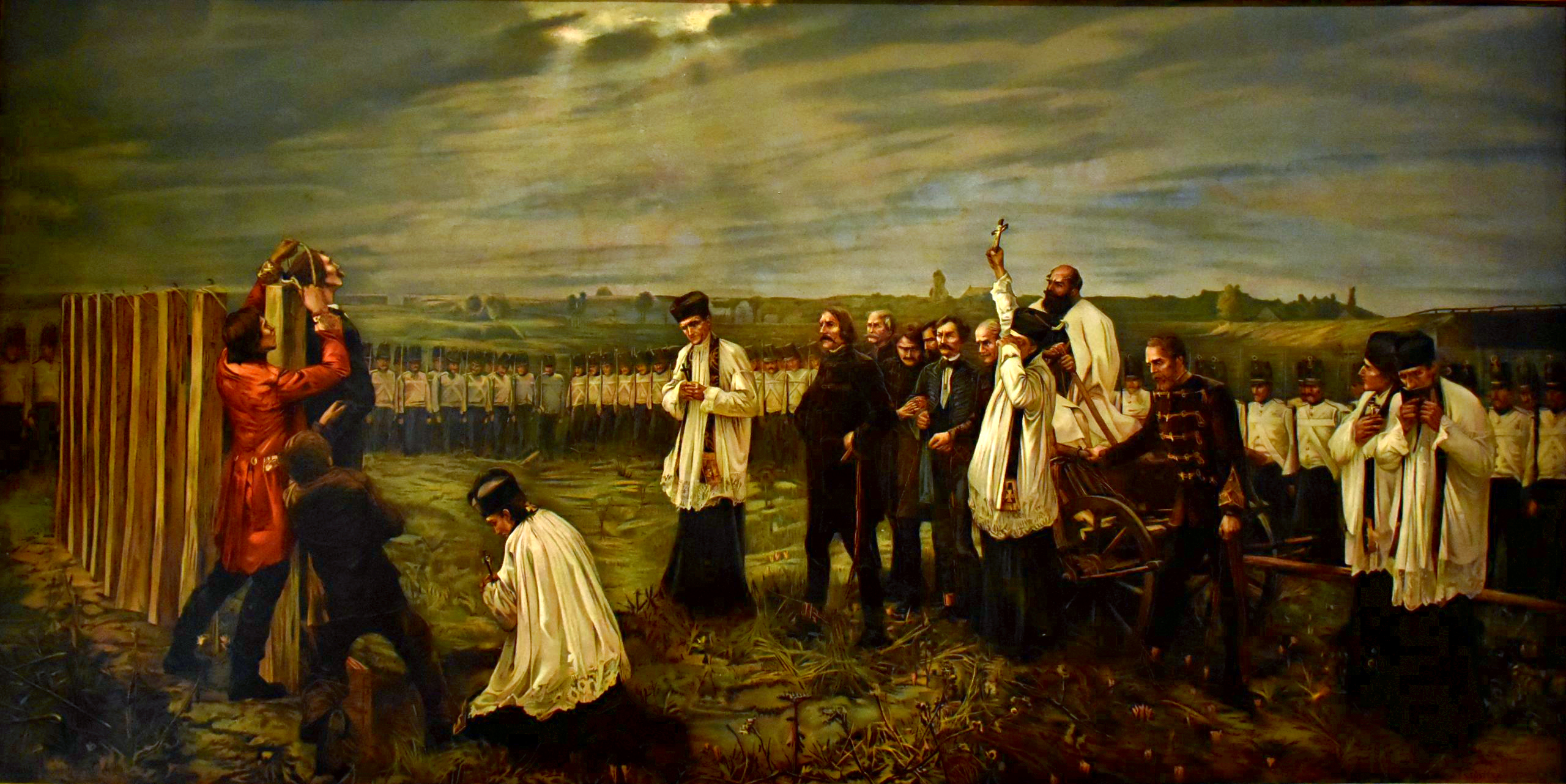
Execução dos Mártires de Arad. Obra de János Thorma.

Os Treze Mártires de Arad (em húngaro: aradi vértanúk) foram os treze generais rebeldes húngaros que foram executados pelo Império Austríaco em 6 de outubro de 1849 na cidade de Arad, então parte do Reino da Hungria (agora na Romênia), após a Revolução Húngara (1848-1849). A execução foi ordenada pelo general austríaco Julius Jacob von Haynau.

## Antecedentes
Em um discurso histórico em 3 de março de 1848, logo após a chegada da notícia da revolução em Paris, Lajos Kossuth exigiu um governo parlamentar para a Hungria e um governo constitucional para o resto da Áustria. A Revolução começou em 15 de março de 1848 e, após reveses militares no inverno e uma campanha bem-sucedida na primavera, Kossuth declarou independência em 19 de abril de 1849. Em maio de 1849, os húngaros controlavam todo o país, exceto Buda, que conquistaram após um cerco sangrento de três semanas. As esperanças de sucesso final, no entanto, foram frustradas pela intervenção da Rússia. Depois que todos os apelos a outros estados europeus falharam, Kossuth abdicou em 11 de agosto de 1849, em favor de Artúr Görgei, que ele pensava ser o único general capaz de salvar a nação. Em 13 de agosto de 1849, Görgei assinou uma rendição em Világos (atual Șiria, Romênia) aos russos, que entregaram o exército aos austríacos.  Por insistência dos russos, Görgei foi poupado. Os austríacos represálias contra outros oficiais do exército húngaro. Os treze generais húngaros foram executados por enforcamento em Arad em 6 de outubro de 1849, com exceção de Arisztid Dessewffy e dois outros, por causa de sua amizade com o príncipe de Luxemburgo. Um enforcamento foi considerado uma humilhação, então eles foram executados por um pelotão de fuzilamento de 12. No mesmo dia, o conde Lajos Batthyány (1806-1849), o primeiro primeiro-ministro húngaro, foi executado em Peste em uma guarnição militar austríaca.

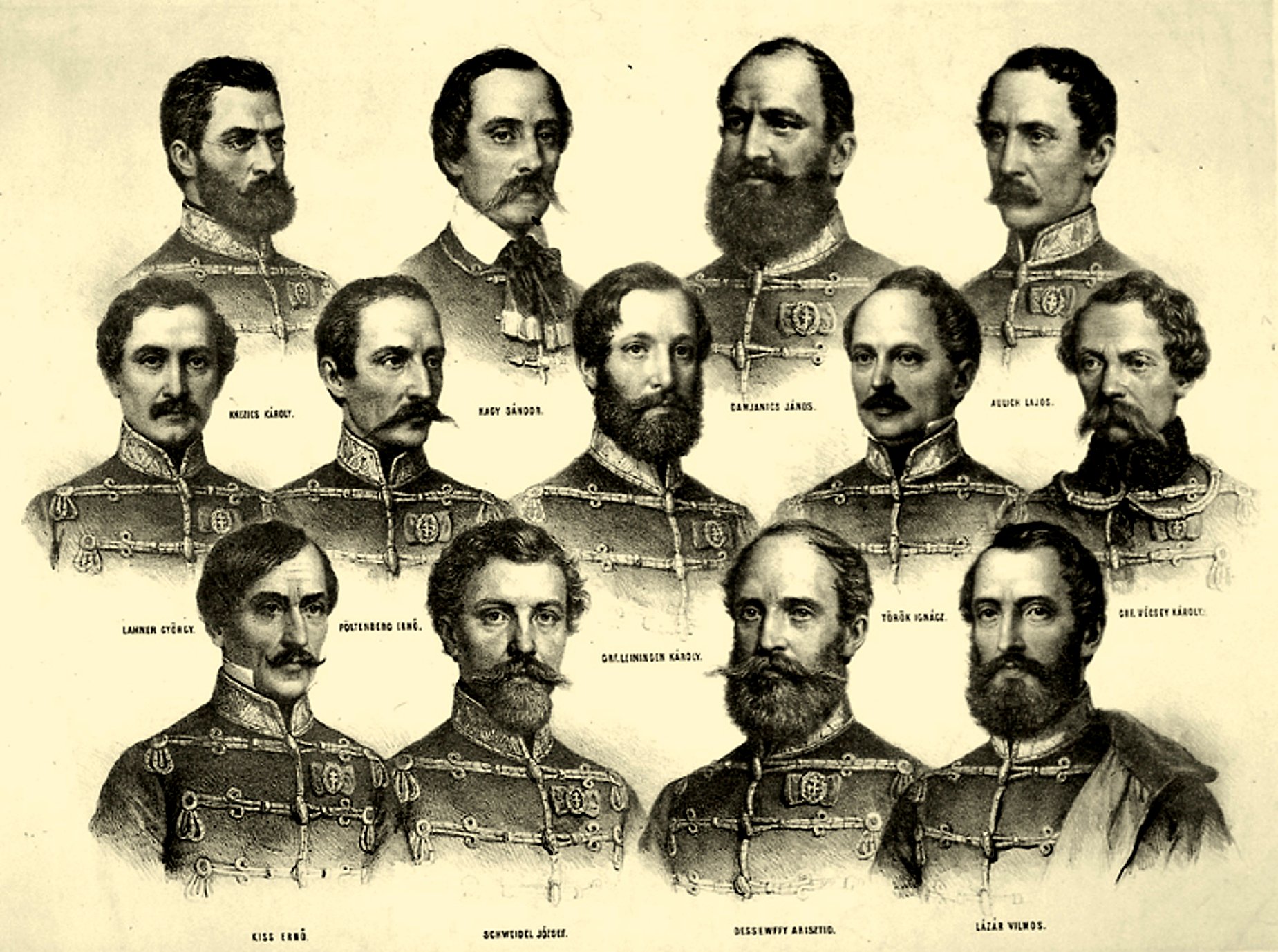
Károly Knezić, József Nagysándor, János Damjanich, Lajos Aulich, György Lahner, Ernő Poeltenberg, Károly Leiningen-Westerburg, Ignác Török, Károly Vécsey, Ernő Kiss, József Schweidel, Arisztid Dessewffy, Vilmos Lázár, Os 13 Mártires de Arad, litografia de Miklós Barabás.

Kossuth fugiu para o Império Otomano; ele sustentou que Görgei foi o único responsável pelo fracasso da rebelião, chamando-o de "Judas da Hungria".  Outros, olhando para a situação impossível que Görgei recebeu, foram mais compreensivos. Eles disseram que, dadas as circunstâncias, ele não teve outra opção a não ser a rendição. Uma das praças públicas contém um monumento aos mártires, erguido em memória dos generais. Consiste em uma figura colossal da Hungria, com quatro grupos alegóricos e medalhões dos generais executados. Os húngaros passaram a considerar os treze generais rebeldes como mártires por defenderem a causa da liberdade e independência de seu povo. A maioria dos generais não era de origem étnica húngara lutaram pela causa de uma Hungria independente e - para sua época - liberal. O barão Gyula Ottrubay Hruby, que também foi executado em Arad, era na verdade tcheco e falava alemão, enquanto Damjanich era de origem sérvia. O aniversário de sua execução é lembrado em 6 de outubro como um dia de luto pela Hungria.

## Os generais
Fonte:
1. Lajos Aulich (1793-1849)
2. János Damjanich (1804-1849)
3. Arisztid Dessewffy (1802-1849)
4. Ernő Kiss (1799-1849)
5. Károly Knezić (1808-1849)
6. György Lahner (1795-1849)
7. Vilmos Lázár (1815 - 1849)
8. Károly Leiningen-Westerburg (1819-1849)
9. József Nagysándor (1804-1849)
10. Ernő Poeltenberg (1814 - 1849)
11. József Schweidel (1796-1849)
12. Ignác Török (1795-1849)
13. Károly Vécsey (1807 - 1849)